# Chionaema singulistigma
Chionaema singulistigma là một loài bướm đêm thuộc phân họ Arctiinae, họ Erebidae.